# Dorfkirche Gillersdorf

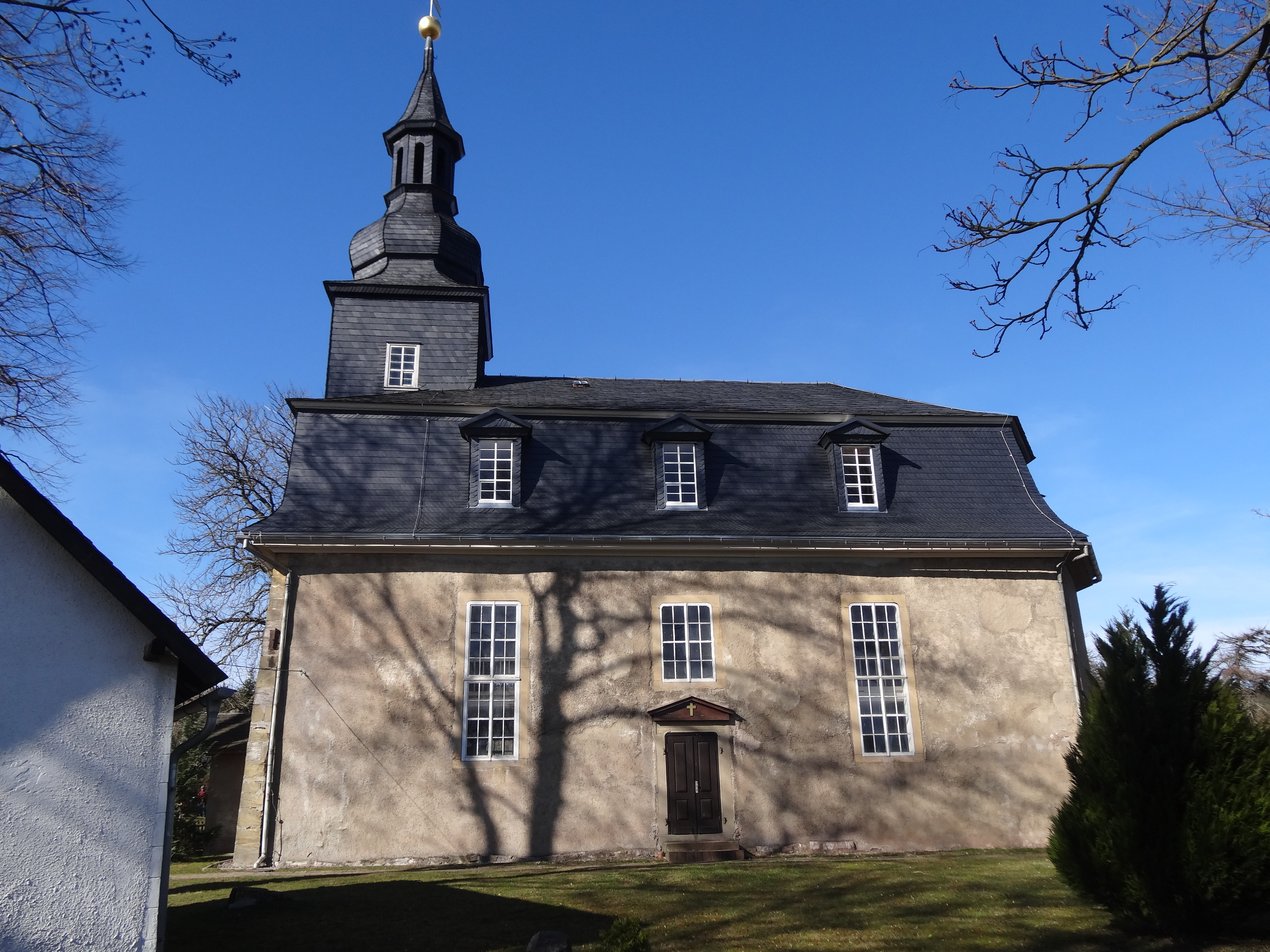
Die Dorfkirche

Die evangelische Dorfkirche Gillersdorf steht im Ortsteil Gillersdorf der Stadt Großbreitenbach im Ilm-Kreis in Thüringen. Sie gehört zur Kirchengemeinde Großbreitenbach im Kirchenkreis Arnstadt-Ilmenau der Evangelischen Kirche in Mitteldeutschland.

## Geschichte
Die Saalkirche wurde von 1826 bis 1829 auf den Grundmauern des abgebrannten Vorgängerbaus aufgebaut. Der Eingangsbereich an der westlichen Giebelseite wurde in der Fachwerkbauweise der Thüringer der Dachreiter mit Welscher Haube gebaut.
Im Innenraum stehen der Kanzelaltar und eine dreiseitige zweigeschossige Empore. Auf der zweiten Empore ist die Barockorgel eingebaut worden.
Im Förderjahr 2013 wurden nach einer Schwammsanierung auf der Südseite Teile des Dachtragewerks ersetzt und das Dach neu gedeckt.